# Bacteria krugiana
Bacteria krugiana är en insektsart som först beskrevs av Brunner von Wattenwyl 1907.  Bacteria krugiana ingår i släktet Bacteria och familjen Diapheromeridae. Inga underarter finns listade.